# Édouard Brandon
Pour les articles homonymes, voir Brandon.
Jacob Émile Édouard Brandon, né le 3 juillet 1831 à Paris et mort dans la même ville le 20 mai 1897, est un artiste français.

## Biographie
Jacques Émile Édouard Brandon est né le 3 juillet 1831. Il est le fils d'un négociant bordelais, il étudie à l'École des Beaux-Arts de Paris sous la direction d'Antoine-Alphonse Montfort puis de François-Édouard Picot et de Jean-Baptiste Corot.
En 1856, Brandon se rend à Rome, où il vit jusqu'en 1863. Il y fit la connaissance d'Edgar Degas (1834-1917) et, plus tard, ils collectionnèrent leurs œuvres respectives.
Brandon travaille en étroite collaboration avec l'artiste irlandais Nathaniel Hone le jeune, qui séjourne chez lui au 44, rue du Notre Dame de Lorette. Parmi les autres élèves de Brandon figurent Georges de Dramard (1839-1900), Alexis Lemaistre et Henri Rouart, qui est un ami proche de Degas.
Il forme, avec Édouard Moyse, et Alphonse Lévy « la triade majeure, en France, des peintres juifs du judaïsme au XIXe siècle ». Cependant, il peint aussi des sujets chrétiens et participe à la décoration monumentale d'édifices religieux catholiques. Il participe en 1874 à la Première exposition des peintres impressionnistes 

## Vente après décès
Brandon est mort à Paris le 20 mai 1897. Sa collection personnelle de 176 œuvres d'art, dont des peintures de Corot et de Jean-Auguste-Dominique Ingres (1780-1867), a été vendue les 13 et 14 décembre 1897 à l'Hôtel Drout. Léon Roger-Milès (1859-1928) a acheté un certain nombre d'œuvres, dont certaines se trouvent aujourd'hui au Musée d'Art et d'Histoire du judaïsme à Paris.

## Œuvres

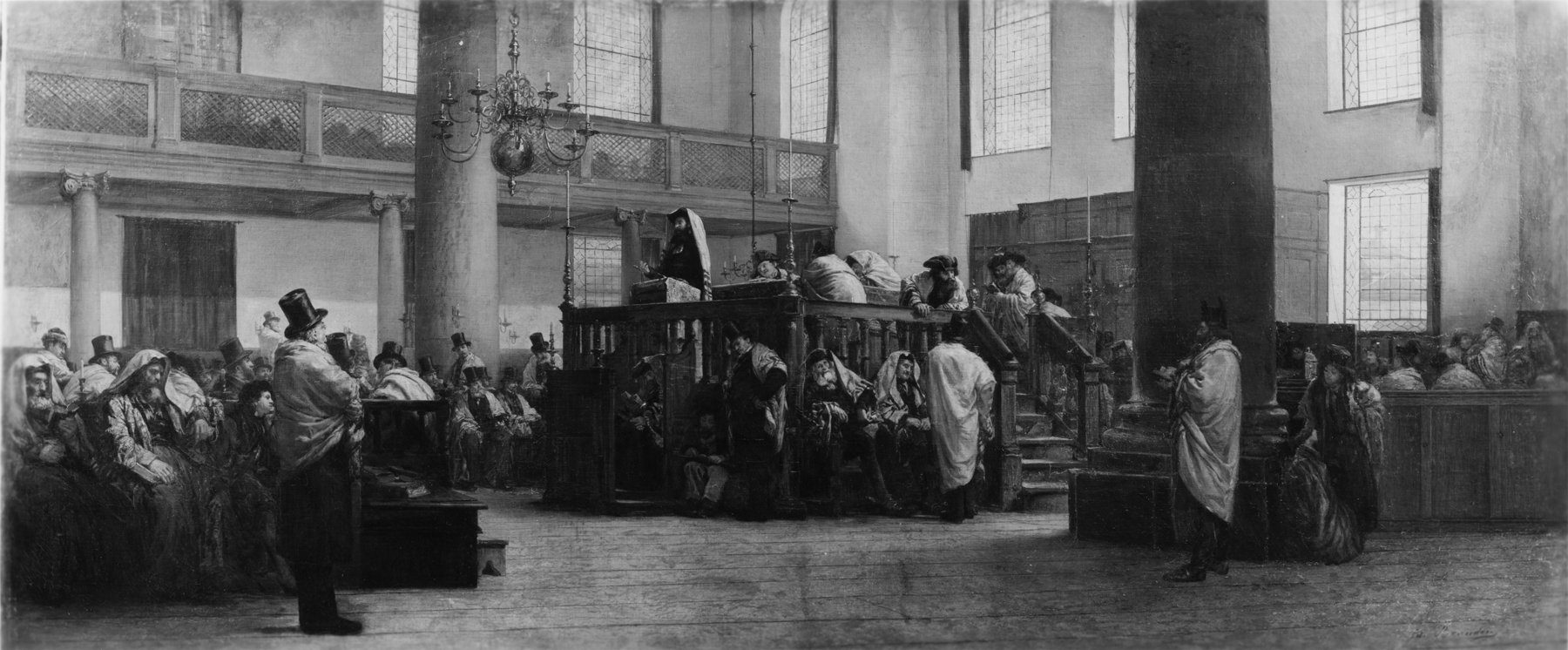
Baltimore, Walters Art Museum, La Synagogue portugaise

- Baltimore, Walters Art Museum, La Synagogue portugaise.
- Beauvais, musée départementale de l'Oise, Cérémonie à la synagogue.
- Lille, musée des Beaux-arts, L'Improvisateur, 1866, achat de la ville en 1866.
- Londres, National Portrait Gallery, Portrait de l'architecte britannique William Eden Nesfield, 1855, (1835-1888)
- Paris, musée d'art et d'histoire du Judaïsme (Mahj)
  - 187 dessins réunis en portfolio, acquis par le critique d'art Léon Roger-Milès, offerts par ses descendants en 2014.
  - La Synagogue, offert par Claude-Gérard Marcus au musée d'art juif, transféré depuis au Mahj.
  - Le Sermon du jeûne d'Ab ou Le Sermon du daïan Cardazo[Note 2] offert par la veuve de l'artiste au musée du Louvre, déposé à la mairie de Sollacaro, Corse-du-Sud en 1933, déposé au Majh en 1994.
- Rome, oratoire Santa Brigida, décoration murale.

## Sources
Un portfolio de 187 dessins d'Édouard Brandon, « Musée d'art et d'histoire du Judaïsme, septembre 2014-Janvier 2015 », p. 4.